# 大屋達治
大屋 達治（おおや たつはる、1952年4月1日 - ）は、兵庫県出身の俳人。東大俳句会で山口青邨に師事。また高柳重信にも師事する。1981年、「豈」同人。1990年、有馬朗人の「天為」創刊に参加、編集長を務め、2001年より無鑑査同人。1999年、『寛海』で第23回俳人協会新人賞受賞。句集に『龍宮』『寛海』『江上』など。